# Educação no Brasil
A educação no Brasil, segundo o que determina a Constituição Federal e a Lei de Diretrizes e Bases da Educação Nacional (LDB), é responsabilidade da União, dos estados, do Distrito Federal e dos municípios, que devem gerir e organizar seus respectivos sistemas de ensino. Cada um desses sistemas educacionais públicos é responsável por sua própria manutenção, que gere fundos, bem como os mecanismos e fontes de recursos financeiros. A nova constituição reserva 25% do orçamento do Estado e 18% de impostos federais e taxas municipais para a educação. A educação brasileira tem como patrono o filósofo Paulo Freire, um dos pensadores mais notáveis da história da pedagogia mundial.
De acordo com dados da Pesquisa Nacional por Amostra de Domicílios (PNAD), feita pelo IBGE com dados de 2013, o analfabetismo ainda afetava 8,3% da população (ou 13 milhões de pessoas). Além disso, 17,8% dos brasileiros ainda eram classificados como analfabetos funcionais. No entanto, o Instituto Paulo Montenegro, organização vinculada ao IBOPE, estimou que cerca de 27% dos brasileiros eram analfabetos funcionais em 2012. Estes índices, no entanto, variam muito entre as unidades federativas do país. Segundo dados do IBGE, em 2011 o tempo médio total de estudo entre os que têm mais de 25 anos foi, em média, de 7,4 anos. A qualidade geral do sistema educacional brasileiro ainda apresenta resultados fracos. No Programa Internacional de Avaliação de Alunos (PISA) de 2012, elaborado pela OCDE, o país foi classificado nas posições 55ª em leitura, 58ª em matemática e 59ª em ciências, entre os 65 países avaliados pela pesquisa.
O ensino superior começa com cursos sequenciais ou graduação, que podem oferecer opções de especialização em diferentes carreiras acadêmicas ou profissionais. Dependendo de escolha, os estudantes podem melhorar seus antecedentes educativos com cursos de pós-graduação Stricto Sensu ou Lato Sensu. Para frequentar uma instituição de ensino superior, é obrigatório, pela Lei de Diretrizes e Bases da Educação, concluir todos os níveis de ensino adequados às necessidades de todos os estudantes dos ensinos infantil, fundamental e médio.
A educação inclusiva é marco histórico no Brasil. Em nível mundial, o comprometimento do Brasil com a oferta de educação inclusiva, se deu no contexto de realização da Conferência Mundial sobre Educação Especial, em Salamanca, na Espanha, em junho de 1994. Como resultado dessa Conferência, produziu-se o documento denominado Declaração de Salamanca, que traduz os princípios, políticas e práticas no âmbito das necessidades educativas especiais. A Declaração conclama os países signatários, entre os quais o Brasil, a assegurarem que "a educação de pessoas com deficiências seja parte integrante do sistema educacional".
O direito à educação para todos, inclusive para pessoas com deficiência, foi garantido na Constituição de 1988. O Artigo 208 especifica, claramente, o dever do Estado no “atendimento educacional especializado aos portadores de deficiência”.
O Exame Nacional do Ensino Médio (Enem), uma prova realizada pelo Ministério da Educação, é utilizado para avaliar a qualidade do ensino médio cujo resultado serve de acesso a universidades públicas através do Sistema de Seleção Unificada (SiSU). O Enem é o maior exame do país e o segundo maior do mundo, atrás somente do vestibular da China. Em 2012, cerca de 11,3% da população do país tinha nível superior. Das vinte melhores universidades da América Latina, dez eram brasileiras, de acordo com a classificação do QS World University Rankings de 2014.

## História
Os exploradores portugueses chegaram ao Brasil em 1500. O território era habitado por povos indígenas que subsistiam da caça, pesca, coleta e agricultura, e não tinham desenvolvido um sistema de escrita e nem a educação escolar.

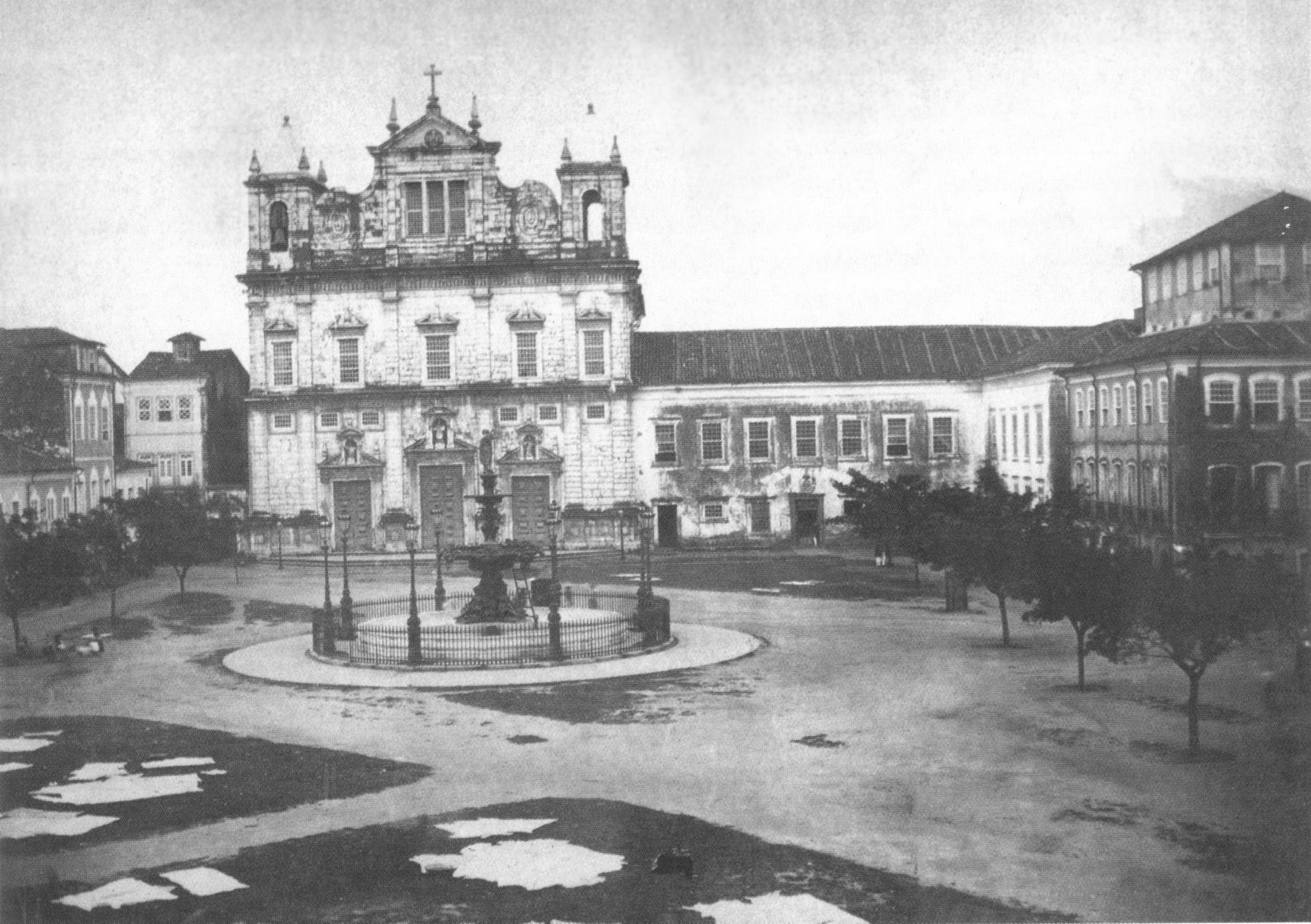
Vista do Terreiro de Jesus em 1862, com a antiga Igreja do Colégio dos Jesuítas (anexo a direita) - atual Catedral Basílica, fundado pelo padre Manuel da Nóbrega em 1550, o primeiro das Américas. Também foi onde a Faculdade de Medicina da Bahia foi fundada em 1808 e funcionou por anos.

Em 1549, chegou ao Brasil o primeiro grupo de jesuítas, na recém-criada Salvador, e, no mês de agosto daquele ano, o padre Manuel da Nóbrega e seus companheiros da Companhia de Jesus fundaram a primeira "escola de ler e escrever" brasileira, cujas instalações, rudimentares, comportavam até 25 alunos (entre órfãos, índios e mamelucos). Manuel da Nóbrega criaria ainda três colégios (em Olinda, Salvador e Rio de Janeiro) e cinco escolas de instrução elementar (em Ilhéus, Porto Seguro, Vila Velha, São Vicente e São Paulo).

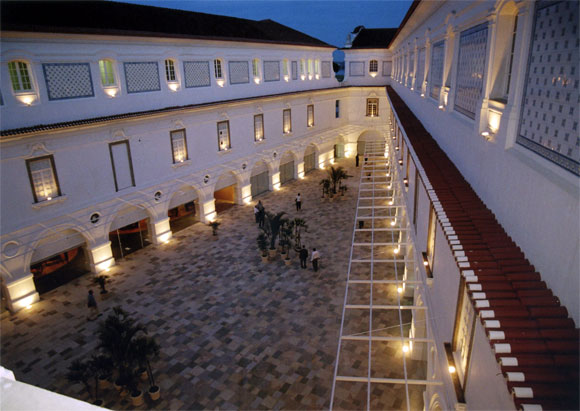
Pátio da antiga Real Academia de Artilharia, Fortificação e Desenho, criada em 1792 e precursora da Universidade Federal do Rio de Janeiro (UFRJ).

Antes do final do século XVIII, praticamente não havia educação formal no Brasil, exceto por alguns esforços dos jesuítas dispersos regionalmente. Contudo, os jesuítas foram expulsos da colônia, em 1759, após conflitos com o novo ministro Marquês de Pombal. A coroa portuguesa precisava de recursos para reconstruir Lisboa, após o devastador terremoto de 1755, razão pela qual confiscou os bens dos jesuítas.
As poucas escolas existentes no Brasil tiveram pouco impacto no nível cultural da população como um todo, porque eram insuficientes e os professores mal pagos. Portugal, como potência colonial, recusou-se sistematicamente a permitir a organização de qualquer instituição de ensino superior nas suas colônias. Em 1768, o Conselho Ultramarino, que era a instituição administrativa que tratava das questões ultramarinas, negou um pedido da capitania de Minas Gerais para a construção de uma escola de medicina. Somente após 1808, quando a corte portuguesa fugiu para o Rio de Janeiro, devido à invasão napoleônica em Portugal, duas academias médicas e duas militares foram permitidas, no Brasil; porém não só o ensino superior estava severamente subdesenvolvido, como também, e mais importante, faltava a educação em massa. Em 1794, apenas 179 professores profissionais nomeados existiam no Brasil, enquanto no pequeno  Portugal o número era de cerca de 748.
| 1750                                          | 80%   |
| 1822                                          | 82%   |
| 1872                                          | 82,3% |
| 1890                                          | 82,6% |
| 1920                                          | 71,2% |
| 1940                                          | 61,2% |
| 1950                                          | 57,2% |
| 1960                                          | 46,6% |
| 1970                                          | 38,7% |
| 1980                                          | 31,9% |
| 1991                                          | 24,2% |
| 2000                                          | 16,7% |
| ↑a Para 1750 e 1822, são projeções.           |       |
| ↑b Para os outros anos, são dados dos censos. |       |

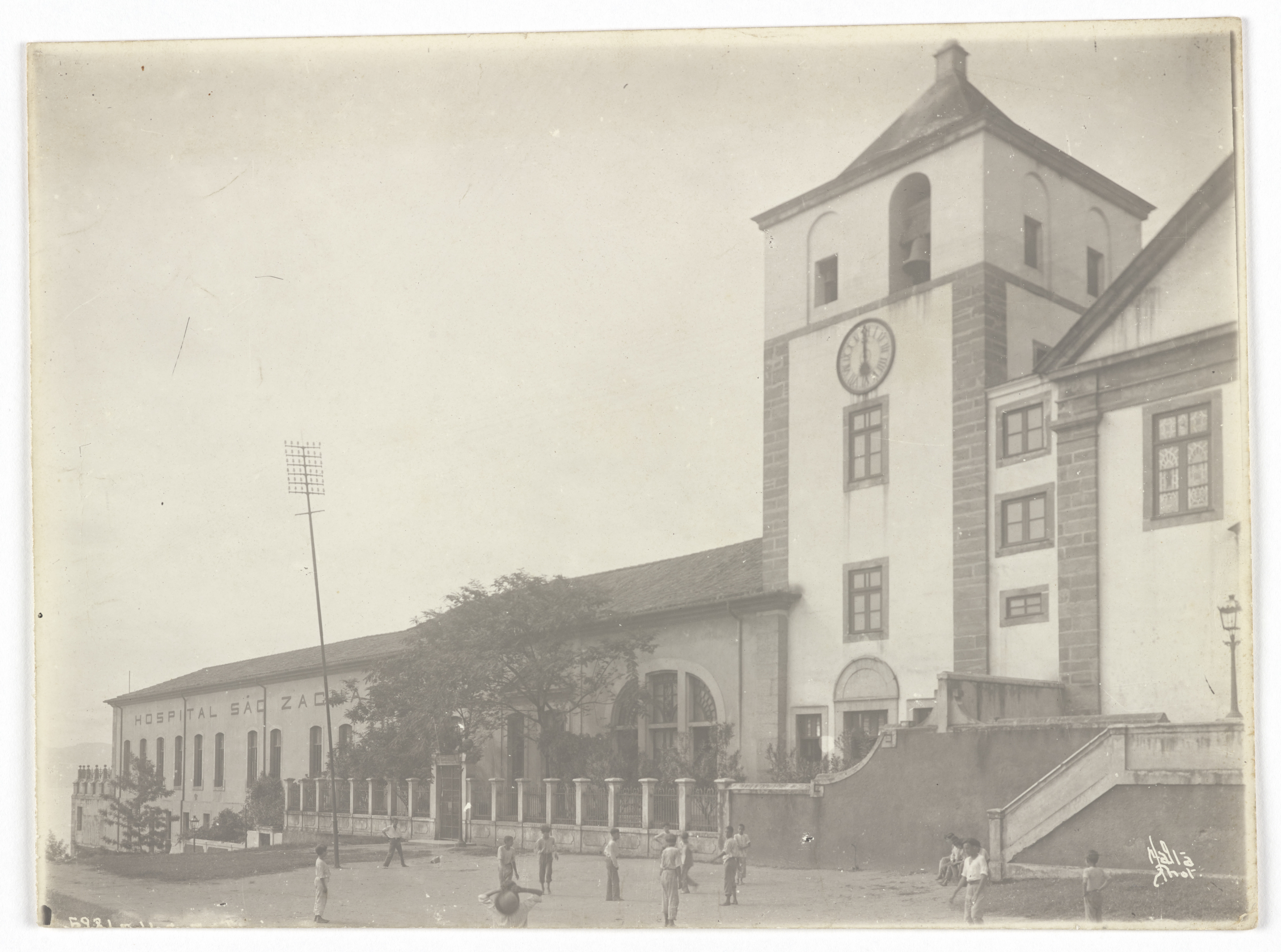
Igreja de Santo Inácio ou dos Jesuítas, no Morro do Castelo, ao lado do Hospital São Zacharias, antigo Colégio dos Jesuítas, fundado por Nóbrega em 1567. E onde a Faculdade de Medicina do Rio de Janeiro funcionou em seus primeiros anos. Fotografia de Augusto Malta, por volta de 1920. Acervo do Instituto Moreira Salles.

No século XIX, a Família Real Portuguesa, chefiada por D. João VI, chegou ao Rio de Janeiro, fugindo do exército de Napoleão que invadia Portugal em 1807. Em um curto período (entre 1808 e 1810), o governo português fundou a Real Academia Naval e a Academia Militar Real (ambas as escolas militares), a Biblioteca Nacional, o Jardim Botânico do Rio de Janeiro e as Escolas de Medicina — criadas por influência do médico pernambucano Correia Picanço em Salvador e no Rio de Janeiro. Contudo, mesmo com a presença da família real, não se construíram universidades, o que deixava o povo insatisfeito, já que na América espanhola havia universidades desde o século XVI. As universidades — isto é, instituições que englobam várias escolas superiores destinadas à especialização profissional e científica — surgiram muito tardiamente no Brasil, apenas no século XX.
O sistema educacional pouco evoluiu durante o período imperial (1822-1889). Em 1827, são fundados os primeiros cursos jurídicos do Brasil: a Faculdade de Direito do Recife (a princípio situada em Olinda) e a Faculdade de Direito do Largo de São Francisco (em São Paulo), que se tornariam os dois principais centros de formação da intelectualidade brasileira do Império. Em 1834, a responsabilidade pela educação foi atribuída aos governos provinciais e, durante vários anos, o governo central subsidiou as províncias mais pobres. No entanto, em 1845, esses subsídios foram abolidos e algumas províncias não conseguiram fornecer um sistema escolar adequado. Como consequência, houve uma redução significativa no número de crianças matriculadas em escolas públicas, especialmente nas províncias com menor investimento. Em 1890, o Brasil tinha um dos níveis mais baixos de alfabetização da América Latina, com 82,6% de analfabetos, ao passo que, na Argentina, os analfabetos eram 54,4% da população, em 1895.
Para se ter uma ideia do atraso brasileiro, estima-se que, em 1641, 30% dos homens da Inglaterra já sabiam ler e escrever, uma taxa de alfabetização que o Brasil só alcançou 279 anos depois, em 1920. Em 1871, o Reino da Prússia (hoje Alemanha) já apresentava uma taxa de analfabetismo de apenas 15% (entre a população de mais de 10 anos), um nível de alfabetização que o Brasil só alcançou por volta do ano 2000 (entre a população de mais de 5 anos).
Durante toda a Primeira República (1889-1930), a educação primária e secundária permaneceu sob responsabilidade dos governos locais e estaduais. O acesso à educação continuou precário e apenas cerca de 25% da população, no máximo, era alfabetizada. Grandes problemas nesse contexto eram as disparidades regionais na educação.
Verifica-se que o Brasil atravessa o período colonial e o período imperial com 80% ou mais da população sendo analfabeta. O índice de analfabetismo chegou até mesmo a piorar entre 1872 e 1890, subindo de 82,3% a 82,6%. Durante o período monárquico, as disparidades regionais eram mínimas, pois o analfabetismo era generalizado em todas as regiões brasileiras. No censo de 1872, a província em "melhor" situação era o Paraná, com 71,2% de analfabetos, e a pior era a Paraíba, com 87,1% de analfabetos.É justamente na segunda metade do século XIX que diversos países europeus iniciaram investimentos voltados a combater o analfabetismo. Por volta de 1900, países como Inglaterra,  País de Gales, Holanda, Escócia, França e Alemanha já tinham diminuído ou zerado o analfabetismo, algo que o Brasil não conseguiu até hoje.
Apenas a partir do período republicano que tem início a tendência secular de queda do analfabetismo no Brasil, inicialmente de forma lenta: entre 1890 e 1920, houve uma redução de 11 pontos, de 82,6% para 71,2%. Foi a partir de 1920 que a queda do analfabetismo se acelerou, influenciado por fatores como a crise do café, a Revolução de 1930, a industrialização, a urbanização e a construção de Brasília. Entre 1920 e 1960, o analfabetismo foi reduzido de 71,2% para 46,7%, equivalente a 24,5 pontos percentuais. Foi também nesse período que se acentuaram as disparidades regionais, pois as regiões Sudeste e Sul se alfabetizaram mais rapidamente que o Nordeste e o Norte. No censo de 1960, o estado em melhor situação era o Rio de Janeiro, com 27,3% de analfabetos, e o pior era Alagoas, com 72,6% de analfabetos. No censo de 2000, o Distrito Federal assumiu a liderança, com 8,8% de analfabetos, e Alagoas continuava na última posição, com 36,5% de analfabetos.

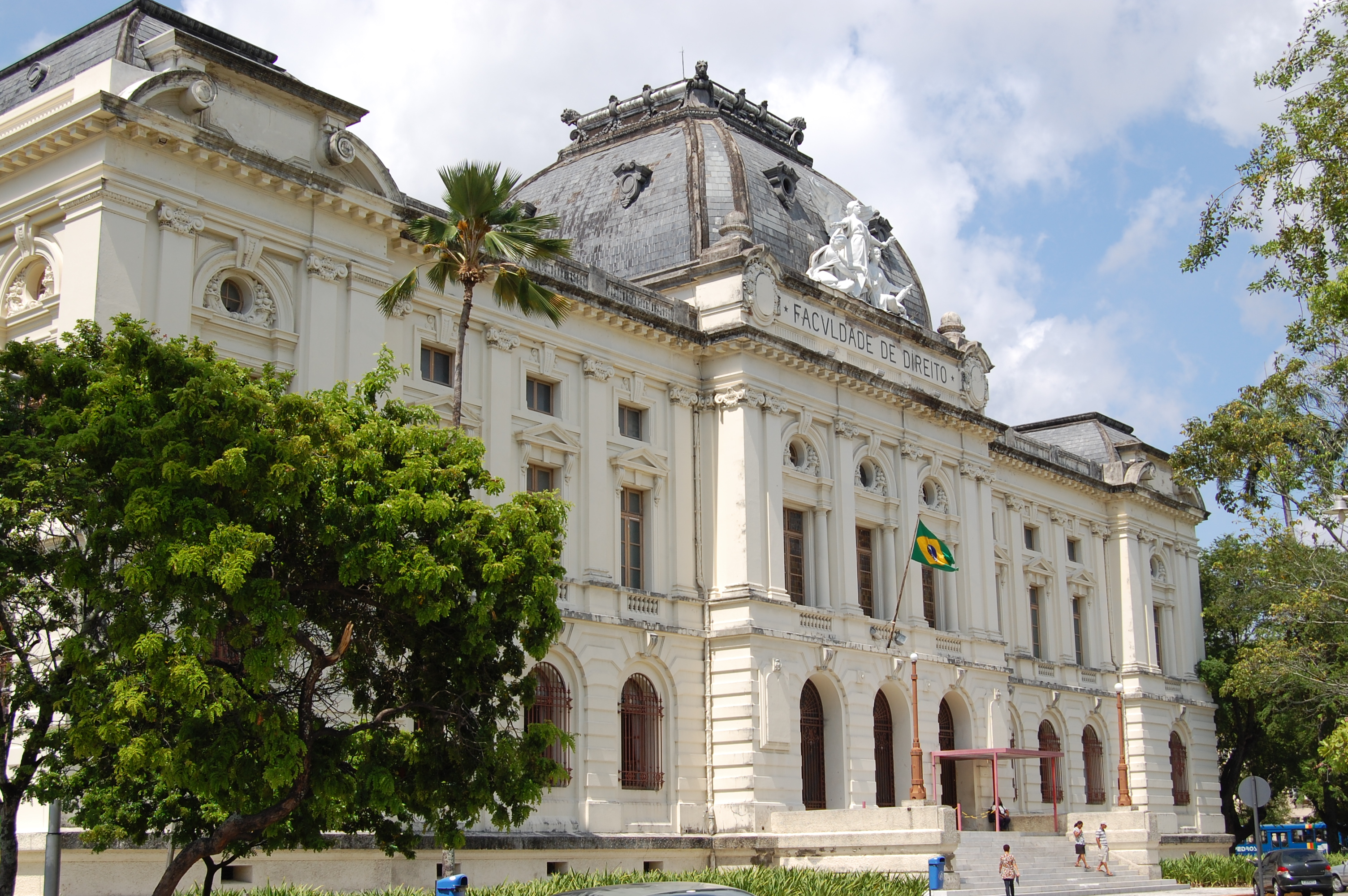
Faculdade de Direito do Recife (1827), mais antiga faculdade de Direito do Brasil ao lado do curso da Universidade de São Paulo.

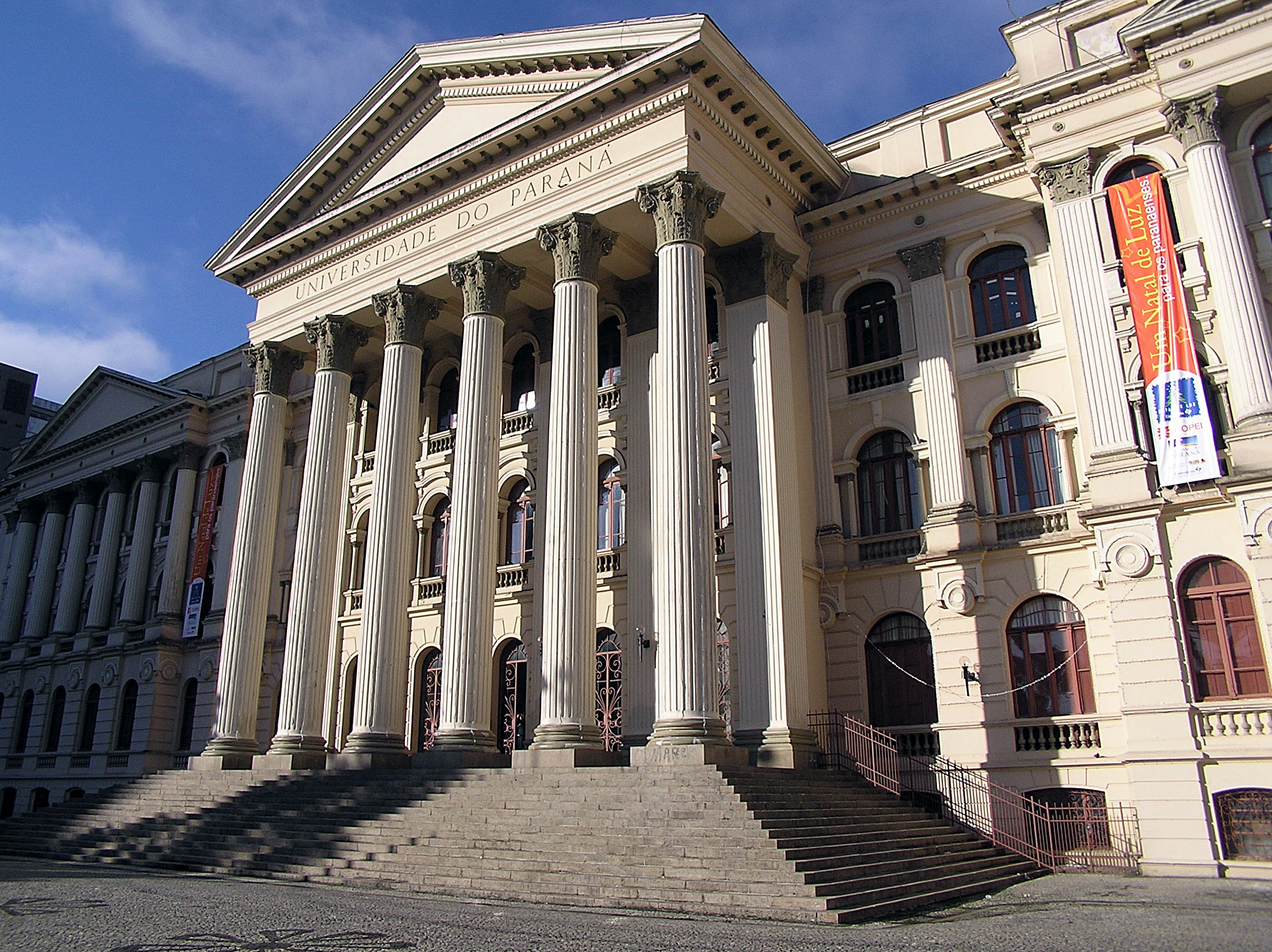
Universidade Federal do Paraná (1912), uma das mais antigas instituições de ensino superior do país.

Com a maciça expansão do pós-guerra, que dura até hoje, o governo do Brasil centrou seus investimentos na educação superior e, consequentemente, negligenciou a assistência ao ensino primário e secundário.
Apesar das suas deficiências, o Brasil avança substancialmente desde a década de 1980. A nação assistiu a um aumento da matrícula escolar para crianças com idades compreendidas entre os 7 e 14 anos, de 80,9% em 1980 para 96,4% no ano 2000. Na idade entre 15 e 16 anos esta taxa subiu, no mesmo período, de 49,7% para 83%. As taxas de literacia subiram, de 75% para 90% em 2007.

### Evolução

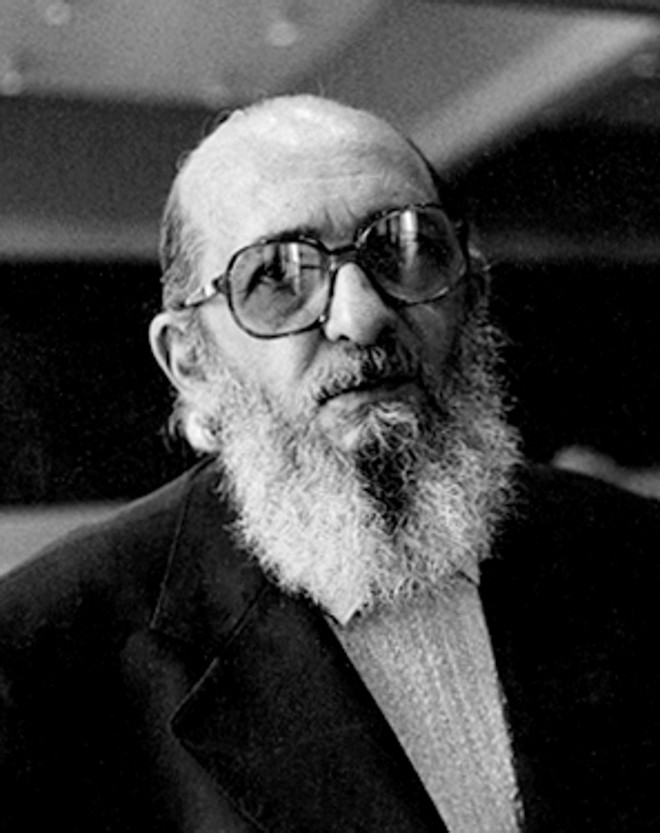
Paulo Freire, o Patrono da Educação Brasileira.

Em termos históricos, nos períodos colonial e monárquico, o ensino público foi diminuto, estando a educação predominantemente a cargo de instituições privadas, voltadas à formação das elites. Com a república, o ensino público teve uma relativa expansão e descentralização. À época, o sistema educacional ("instrução pública") tinha a seguinte configuração:
- Ensino Primário: atual Ensino Fundamental I (anos iniciais);
- Ensino Secundário;
  - Ginásio: atual Ensino Fundamental II (anos finais);
  - Colégio: atual Ensino Médio;
- Ensino Superior.

O ensino secundário acadêmico e o ensino superior ficavam a cargo da União (além do ensino em todos os níveis no Distrito Federal), enquanto o ensino primário e o ensino secundário profissional (especialmente as Escolas Normais) eram de responsabilidade dos Estados.
Com a Lei de Diretrizes e Bases de 1971, a educação foi estruturada da seguinte forma:
- Educação de Grau Primário
  - Educação Pré-Primária: escolas maternais ou jardins-de-infância
  - Ensino Primário
- Educação de Grau Médio
  - Ensino Médio: ministrado em dois ciclos, o ginasial e o colegial; abrangia os cursos de:
    - Ensino Secundário
    - Ensino Técnico
    - Ensino Normal: formação de professores para o pré-primário e ensino primário.
- Educação de Grau Superior
  - Ensino Superior

Após a LDB de 1971:
- Ensino de Primeiro Grau (reunindo o Primário e o Ginásio)
- Ensino de Segundo Grau (Colégio)
- Ensino de Terceiro Grau

Com a LDB de 1996, juntamente com algumas modificações posteriores, obtiveram-se as organização e estrutura atuais.

## Organização e estrutura
A educação brasileira é regulamentada pelo governo federal, através do Ministério da Educação, que define os princípios orientadores da organização de programas educacionais. Os governos dos estados, do Distrito Federal e dos municípios são responsáveis por estabelecer seus programas educacionais e seguir as orientações utilizando os financiamentos oferecidos pelo governo federal. As crianças brasileiras têm que frequentar a escola no mínimo por nove anos, porém a escolaridade é normalmente insuficiente. A Constituição Brasileira de 1988 estabelece que "educação" é "um direito para todos, um dever do Estado e da família, e está a ser promovida com a colaboração da sociedade, com o objetivo de desenvolver plenamente o desenvolvimento integral da personalidade humana e a sua participação nos trabalhos com vista ao bem-estar comum;
- preparar os indivíduos e a sociedade para dominar recursos científicos e tecnológicos que permitirão a utilização das possibilidades existentes para o bem-estar comum;
- defesa, difusão e expansão do patrimônio cultural;
- condenando qualquer tratamento desigual resultante de cunho filosófico, político ou de crença religiosa, assim como de qualquer classe social ou de preconceitos raciais.

Desde a LDB de 1996, organização é a seguinte:

| 0~6 anos                                  | 6~7                | 7~8                | 8~9                | 9~10               | 10~11              | 11~12              | 12~13              | 13~14              | 14~15              | 15~16        | 16~17        | 17~18        | 18~19           | 19~20           | 20~21           | 21~22           | 22~23           |                 |                 |                 |                 |                 |                 |                 |                 |                 |                 |
| Educação infantil (creches e pré-escolas) | Ensino fundamental | Ensino fundamental | Ensino fundamental | Ensino fundamental | Ensino fundamental | Ensino fundamental | Ensino fundamental | Ensino fundamental | Ensino fundamental | Ensino médio | Ensino médio | Ensino médio | Ensino superior | Ensino superior | Ensino superior | Ensino superior | Ensino superior | Ensino superior | Ensino superior | Ensino superior | Ensino superior | Ensino superior | Ensino superior | Ensino superior | Ensino superior | Ensino superior | Ensino superior |
|                                           | 1º                 | 2º                 | 3º                 | 4º                 | 5º                 | 6º                 | 7º                 | 8º                 | 9º                 | 1º           | 2º           | 3º           | 1º              | 2º              | 3º              | 4º              | 5º              |                 |                 |                 |                 |                 |                 |                 |                 |                 |                 |
| ----------------------------------------- | ------------------ | ------------------ | ------------------ | ------------------ | ------------------ | ------------------ | ------------------ | ------------------ | ------------------ | ------------ | ------------ | ------------ | --------------- | --------------- | --------------- | --------------- | --------------- | --------------- | --------------- | --------------- | --------------- | --------------- | --------------- | --------------- | --------------- | --------------- | --------------- |

### Educação básica
A educação escolar brasileira se divide em vários estágios escolares que compõem a educação básica: a educação infantil, ensino fundamental e ensino médio, sendo este necessário para quem deseje cursar o ensino superior. A partir da emenda constitucional nº 59 de 2009, tornou-se obrigatório o ensino dos 4 aos 17 anos de idade, estando implícita a obrigatoriedade do ensino fundamental, médio e parte da educação infantil (pré-escola) durante esse período.
No Brasil, a educação básica tem duração ideal de dezoito anos. É durante este período de vida escolar que toma-se posse dos conhecimentos mínimos necessários para uma cidadania completa. Serve também para tomada de consciência sobre o futuro profissional e área do conhecimento que melhor se adapte.
No Brasil a educação básica encontra-se dividida nas seguintes etapas:
- Educação infantil:

| Educação infantil | Idades     |
| ----------------- | ---------- |
| Creche            | 0 a 3 anos |
| Pré-escola        | 4 a 5 anos |

- Ensino fundamental:

| Ensino fundamental               | Idades  |
| -------------------------------- | ------- |
| anos iniciais - 1º ano ao 5º ano |         |
| 1º ano                           | 6 anos  |
| 2º ano                           | 7 anos  |
| 3º ano                           | 8 anos  |
| 4º ano                           | 9 anos  |
| 5º ano                           | 10 anos |
| anos finais - 6º ano ao 9º ano   |         |
| 6º ano                           | 11 anos |
| 7º ano                           | 12 anos |
| 8º ano                           | 13 anos |
| 9º ano                           | 14 anos |

- Ensino médio:

| Ensino médio | Idades  |
| ------------ | ------- |
| 1ª ano       | 15 anos |
| 2ª ano       | 16 anos |
| 3ª ano       | 17 anos |

#### Número de estudantes
Em 2014, o Brasil possuía 49 771 371 de estudantes matriculados na Educação Básica, nas redes públicas e privadas de ensino, contra 56 174 997 em 2004. Historicamente, este número tem apresentado queda relativamente constante, em especial por conta da queda na taxa de fecundidade, que hoje é de 1,72 filho por mulher contra 2,39 em 2000, ou seja, pela gradual diminuição do número de crianças em idade escolar. Entre os anos 2000 e 2014, a educação infantil obteve, no entanto, um incremento de 2,52 milhões de matrículas, parcialmente justificada por uma mudança cultural dos pais em relação a essa etapa de ensino bem como pelo crescimento do número de casais em que ambos os cônjuges trabalham e, portanto, não podem cuidar de seus filhos durante o dia.

### Educação infantil
A educação infantil é a primeira etapa da educação básica e tem como finalidade principal, segundo a LDB "o desenvolvimento da criança até os seis anos de idade, em seus aspectos corpo humano, psicólogo, intelecto e social, complementando a ação da família e da comunidade." Ela é oferecida em creches (para crianças de até três anos de idade) e pré-escolas (para crianças de quatro a cinco anos de idade)
Na etapa da educação infantil a avaliação se faz mediante um acompanhamento e registro do desenvolvimento de cada aluno, sem o objetivo de promoção (até mesmo para a passagem ao ensino fundamental).

### Ensino fundamental

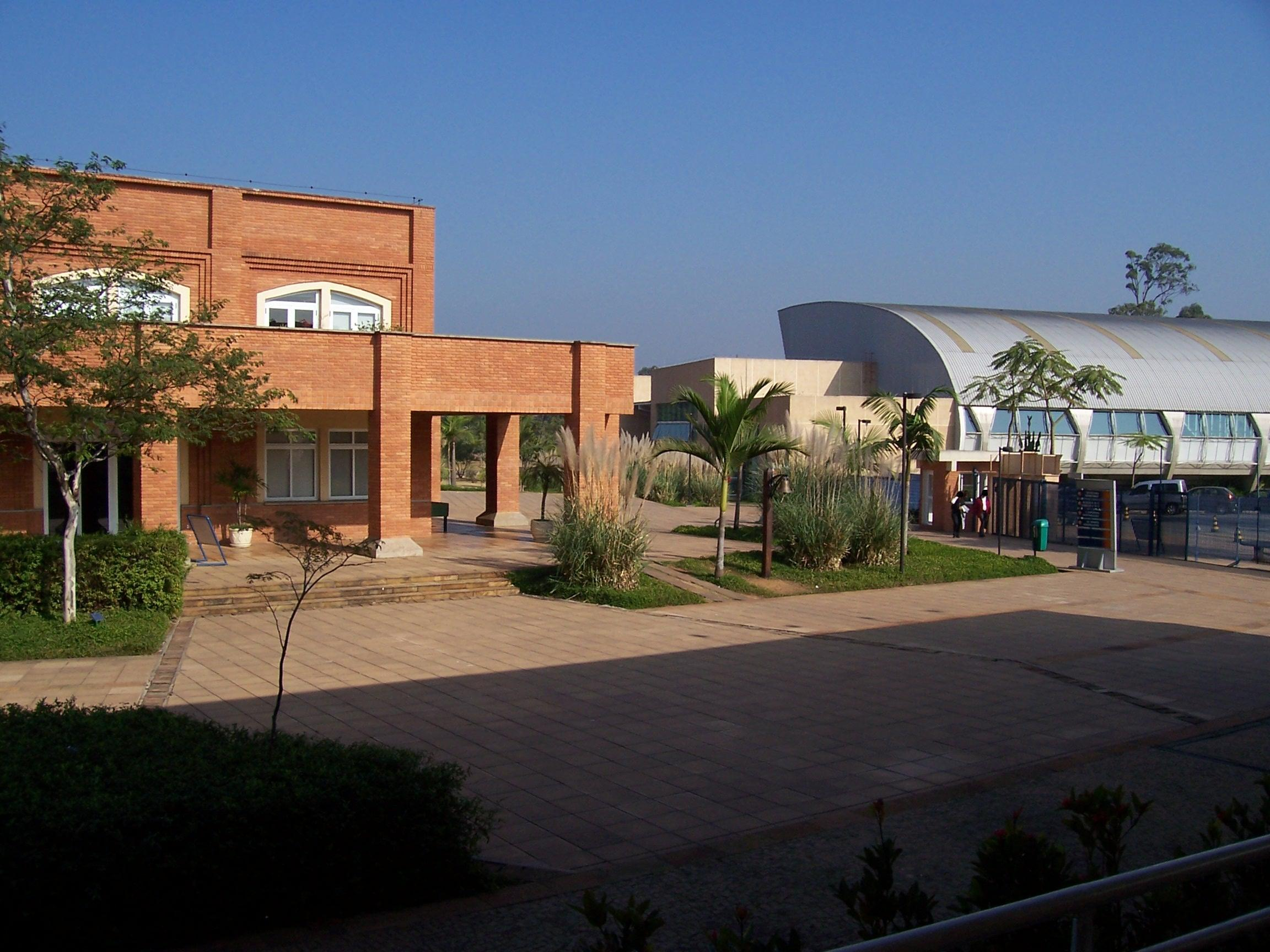
Colégio Humboldt, um colégio privado de São Paulo.

O ensino fundamental é obrigatório para crianças entre as idades de seis e quatorze anos. Existem nove séries nesse nível de educação. O atual 1.º ano em grande medida corresponde à antiga pré-escola do passado, de instituições privadas, e seu objetivo é conseguir a alfabetização. De modo geral, o único requisito para matricular uma criança no 1º ano é de que ela tenha seis anos de idade, mas alguns sistemas educacionais permitem que crianças com menos de seis anos se matriculem no primeiro ano. Os alunos mais velhos que, por alguma razão não tenham completado a sua educação fundamental estão autorizados a participar, embora pessoas com mais de 18 anos fiquem separadas das crianças.[carece de fontes?]
O Conselho Nacional de Educação define uma grade curricular constituída de língua portuguesa, matemática, história, geografia, ciências, arte, ensino religioso e educação física (do 1.º ao 5.º ano). A partir do 6.º ano, uma língua estrangeira moderna (geralmente a língua inglesa) também é adicionada.
Cada sistema educacional completa esta grade com um currículo diversificado definido pelas necessidades da região e as habilidades individuais dos alunos.
O ensino fundamental é dividido em duas fases, denominadas Ensino Fundamental I (do 1.º ao 5.º anos) e Ensino Fundamental II (do 6.º a 9.º anos). Durante o Ensino Fundamental I, cada grupo de alunos geralmente é assistido por um único professor. Já no Ensino Fundamental II, há tantos professores quanto disciplinas.[carece de fontes?]
Segundo a pedagoga Ludimila Reis, licenciada pela Universidade Federal de Ouro Preto (UFOP) e a educadora Marlice Nogueira, licenciada pela Universidade Federal de Minas Gerais (UFMG), os alunos nessas faixas etárias passam por mudanças internas, como lidar com a pressão de estarem mais velhos, com mais matérias para estudar, com mais deveres de casa e responsabilidades, além de inúmeras mudanças acontecendo em seus corpos e mentes, devido ao turbilhão de hormônios na puberdade. Ainda segundo as pesquisadoras, é necessário que pais, professores, coordenadores, orientadores e toda a equipe pedagógica escolar, ajudem a sustentar a tríade criança-pais-escola, para que as crianças se sintam acolhidas e se desenvolvam ao longo do período escolar.
A duração do ano escolar é fixada em pelo menos 200 dias pela Lei de Diretrizes e Bases da Educação. As escolas fundamentais devem providenciar aos alunos pelo menos 800 horas de atividades por ano. Em determinadas escolas o calendário escolar é fixado pelas temporadas de semeadura e colheita.[carece de fontes?]

### Ensino médio

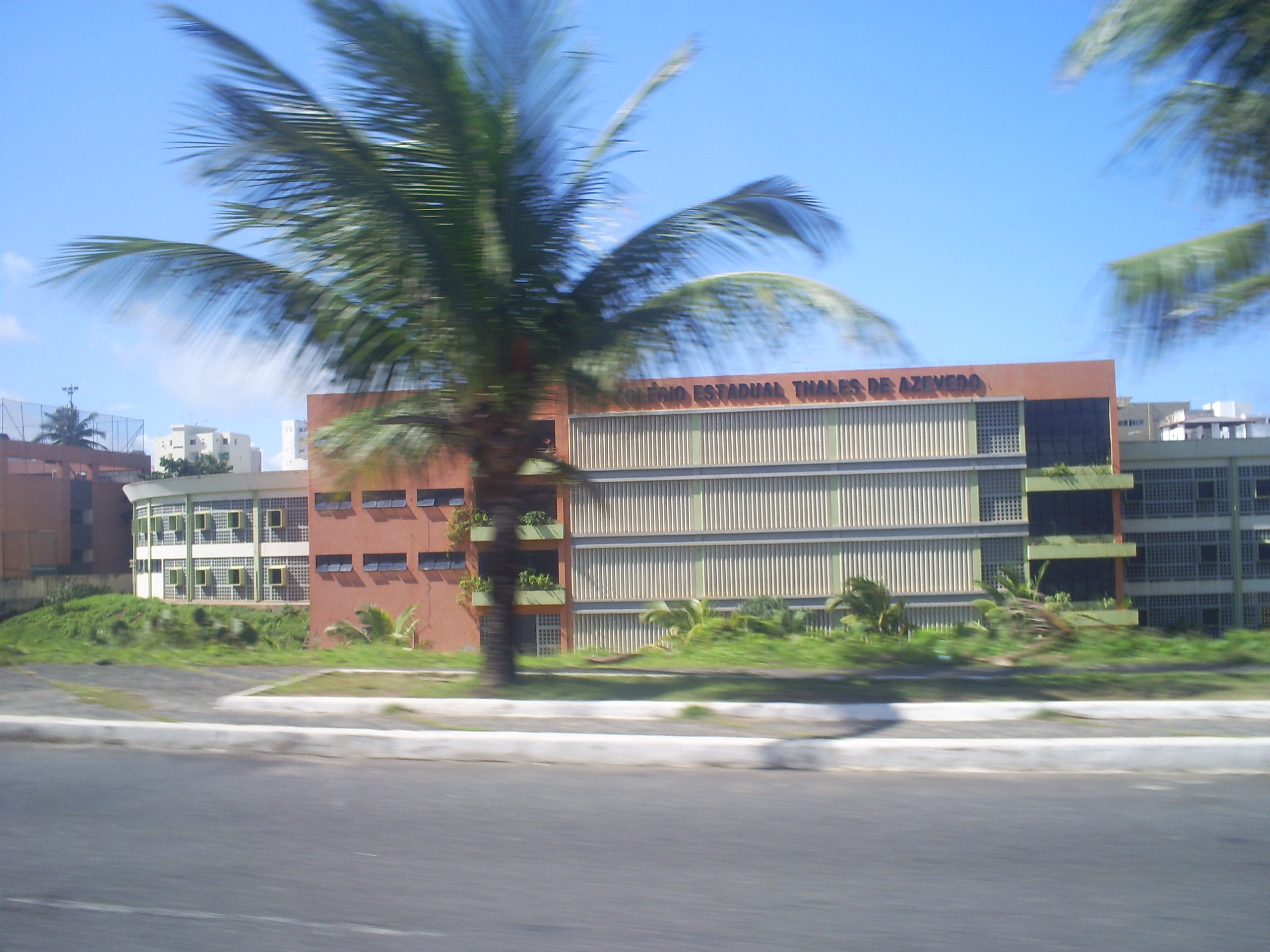
Colégio Estadual Thales de Azevedo, em Salvador, Bahia.

Os estudantes devem ter concluído o ensino fundamental antes de serem autorizados a se inscreverem no ensino médio. O ensino médio possui, no mínimo, 2.200 horas de aula ao longo de três anos. O ensino médio compreende em sua grade curricular o estudo da língua portuguesa (incluindo a gramática do idioma, o estudo das obras literárias portuguesas, brasileiras e dos PALOP e a prática de redação de textos no idioma), o estudo de línguas estrangeiras modernas (geralmente a língua inglesa, além de uma língua opcional, frequentemente a língua espanhola), o estudo de arte [em suas diferentes linguagens: cênicas (dança, música e teatro) e visuais], a prática de educação física (exercícios físicos que visam manter o condicionamento físico, lembrando-se de que muitos concursos públicos realizam testes de aptidão física), o estudo de ciências da natureza como física, química e biologia e o estudo de ciências humanas como história (brasileira e mundial), geografia (brasileira e mundial), sociologia e filosofia [historicamente, filosofia e sociologia foram proibidas durante a ditadura militar (1964-1985), porém tornaram-se obrigatórias novamente após o retorno da democracia].

### Ensino técnico
O ingresso, cursamento ou a conclusão do ensino médio é obrigatório àqueles que pretendem se inscrever no curso técnico. Além disso, os estudantes devem passar um exame vestibular para o seu curso específico. Essas instituições têm geralmente uma maior quantidade de horas por semana. A instrução do curso técnico tem duração de um ano e meio a dois anos.

### Ensino superior

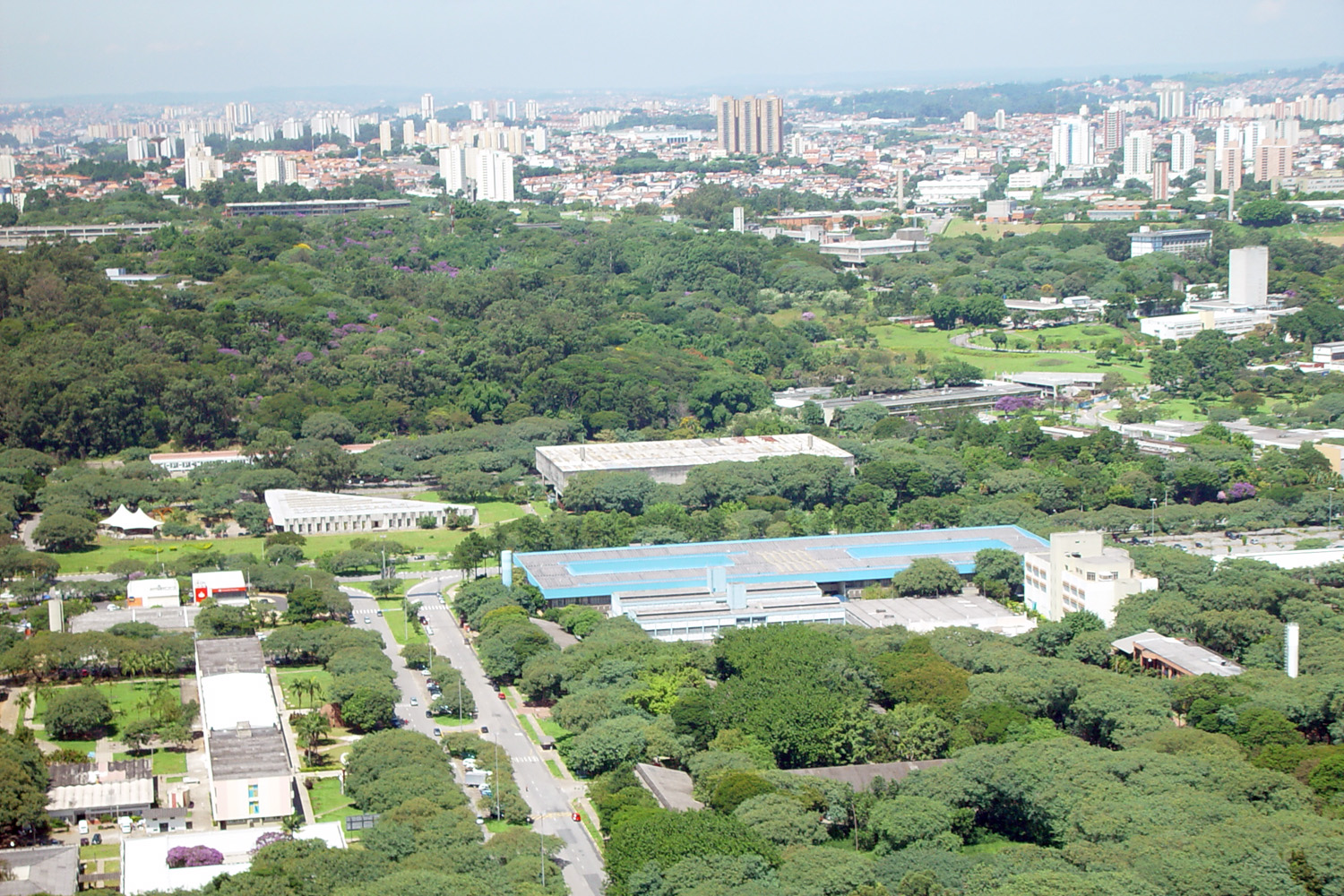
Cidade Universitária da USP em São Paulo, recentemente eleita a 94ª melhor universidade do mundo.

A conclusão do ensino médio ou equivalente é obrigatório àqueles que pretendem se inscrever no curso superior. Além disso, os estudantes devem passar um exame vestibular para o seu curso específico. A partir de 2009, os estudantes passaram a poder utilizar a nota obtida no Exame Nacional do Ensino Médio (ENEM) para ingressar em algumas universidades do país, além de ser possível utilizá-la para conseguir um Certificado de Conclusão do Ensino Médio. Porém (desde 2017) o Certificado de Conclusão do Ensino Médio não é mais possível, pois o Ministério da Educação (MEC) decidiu que o Exame Nacional para Certificação de Competências de Jovens e Adultos (Encceja) é mais adequado para esse propósito. A Universidade de Coimbra (desde 2014) e o Instituto Politécnico de Setúbal (desde 2017), em Portugal, também passaram a aceitar os resultados do Enem em seu processo seletivo para a graduação.

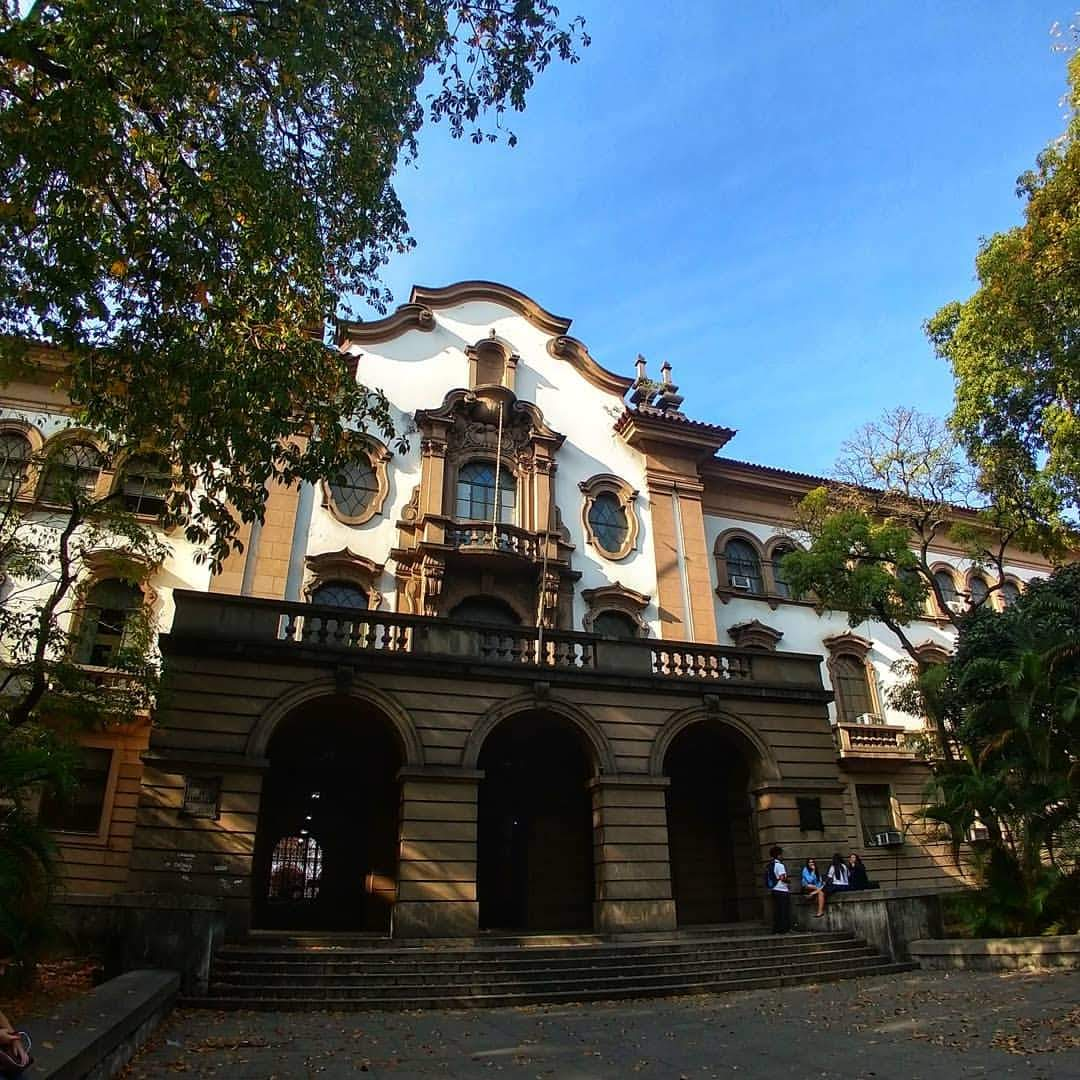
Instituto Superior de Educação do Rio de Janeiro, na cidade do Rio de Janeiro, RJ

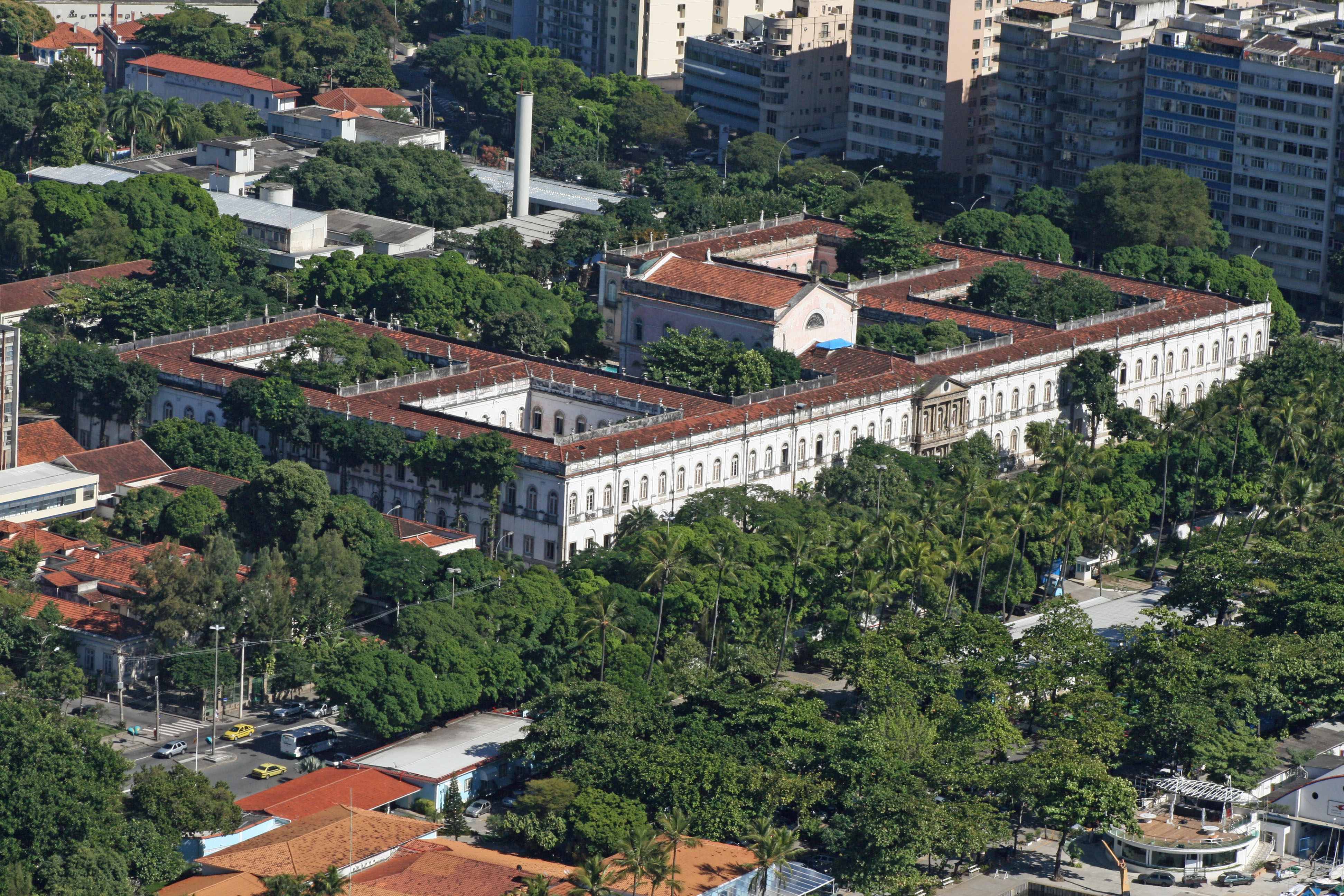
Palácio Universitário da Universidade Federal do Rio de Janeiro.

O ensino superior no Brasil visa a formação profissional, e como em muitas nações, pode ser dividido em tecnologias, licenciaturas e bacharelados. O grau de tecnologia visa a formação de tecnólogos ou tecnologistas, ou seja, mão-de-obra técnico-científica. O grau de licenciatura visa a formação de profissionais da educação (ou seja, professores). O grau de bacharelado concede titulação profissional. 
A norma brasileira para o grau de tecnologia, licenciatura, ou bacharelado, é atribuída, na maioria das áreas das artes, humanidades, ciências sociais, ciências exatas, ou ciências naturais, e tem duração de dois a três anos para os cursos de tecnologia, de três a quatro anos para cursos de licenciatura e bacharelado em geral e cinco a seis anos para cursos especiais de bacharelado como o direito, a arquitetura, as engenharias, medicina humana e medicina veterinária.
Os alunos que completarem a graduação serão graduados como bacharéis, licenciados ou tecnólogos. Após a graduação os alunos podem fazer cursos de pós-graduação sendo estes lato sensu (especializações) ou stricto sensu (mestrado e doutorado).

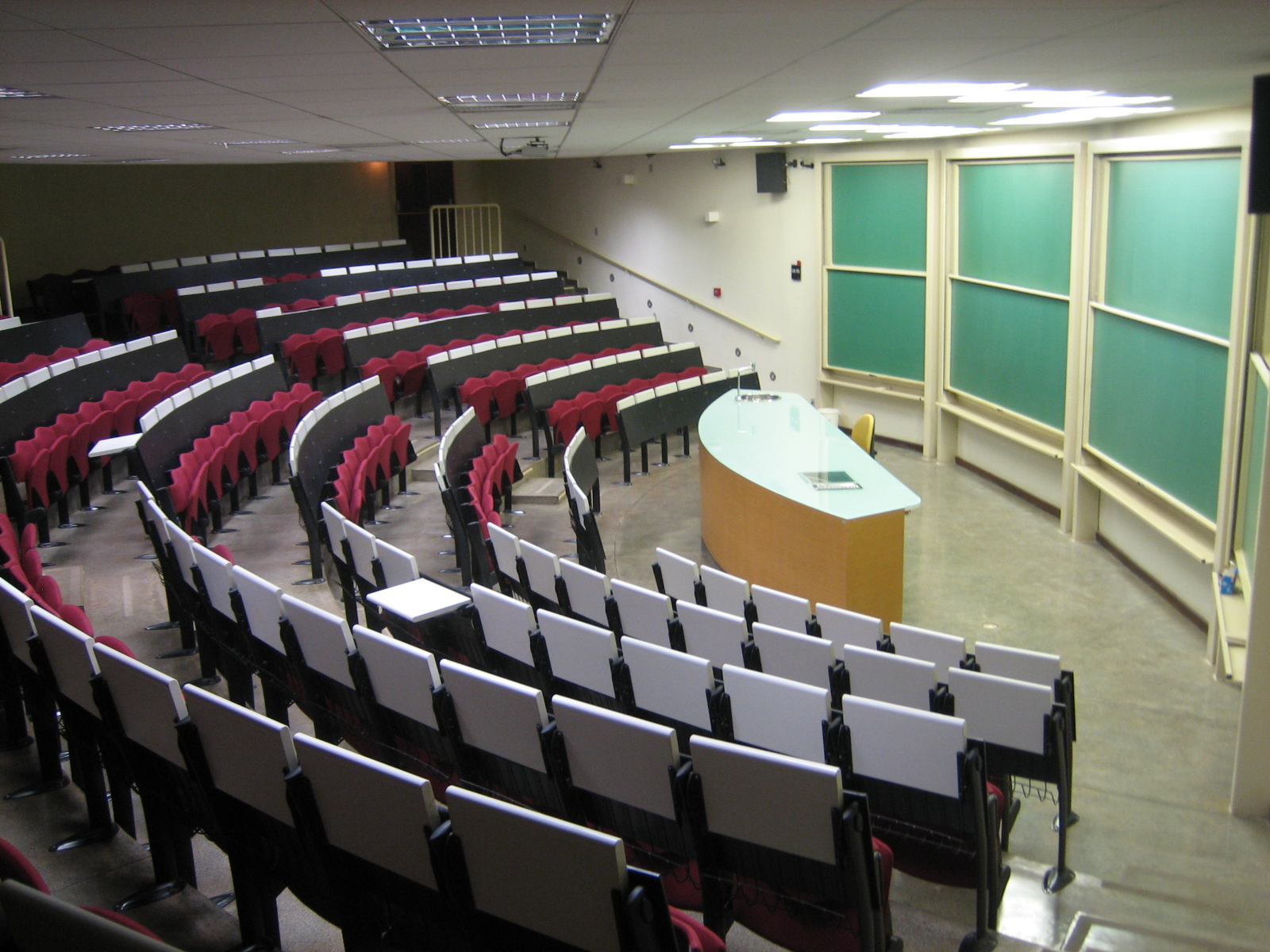
Sala de aula do Ciclo Básico I da Unicamp, em Campinas, São Paulo.

## Políticas e investimento
Em 2005 o investimento em educação no país correspondia a 3,9% do PIB; em 2006 passou para 4,3%; em 2007 para 4,5%; em 2008 4,7%; em 2009 para 5%.; e em 2018 para 6%
Em 2007 foi promulgada lei estabelecendo meta de 90% de aprovação nas Universidades, combinada com expansão de vagas no ensino superior. As metas não são consenso de professores preocupados com a qualidade de ensino, havendo estudos a respeito apontando falhas na implementação dessa medida.. Em 10 de agosto de 2009 o governo admitiu publicamente uma previsão orçamentária insuficiente para implementar o programa Algumas das consequências são a sobrecarga de trabalho de professores, absorvendo a expansão de vagas; e o consequente comprometimento da qualidade da educação superior .

## Cobertura e qualidade

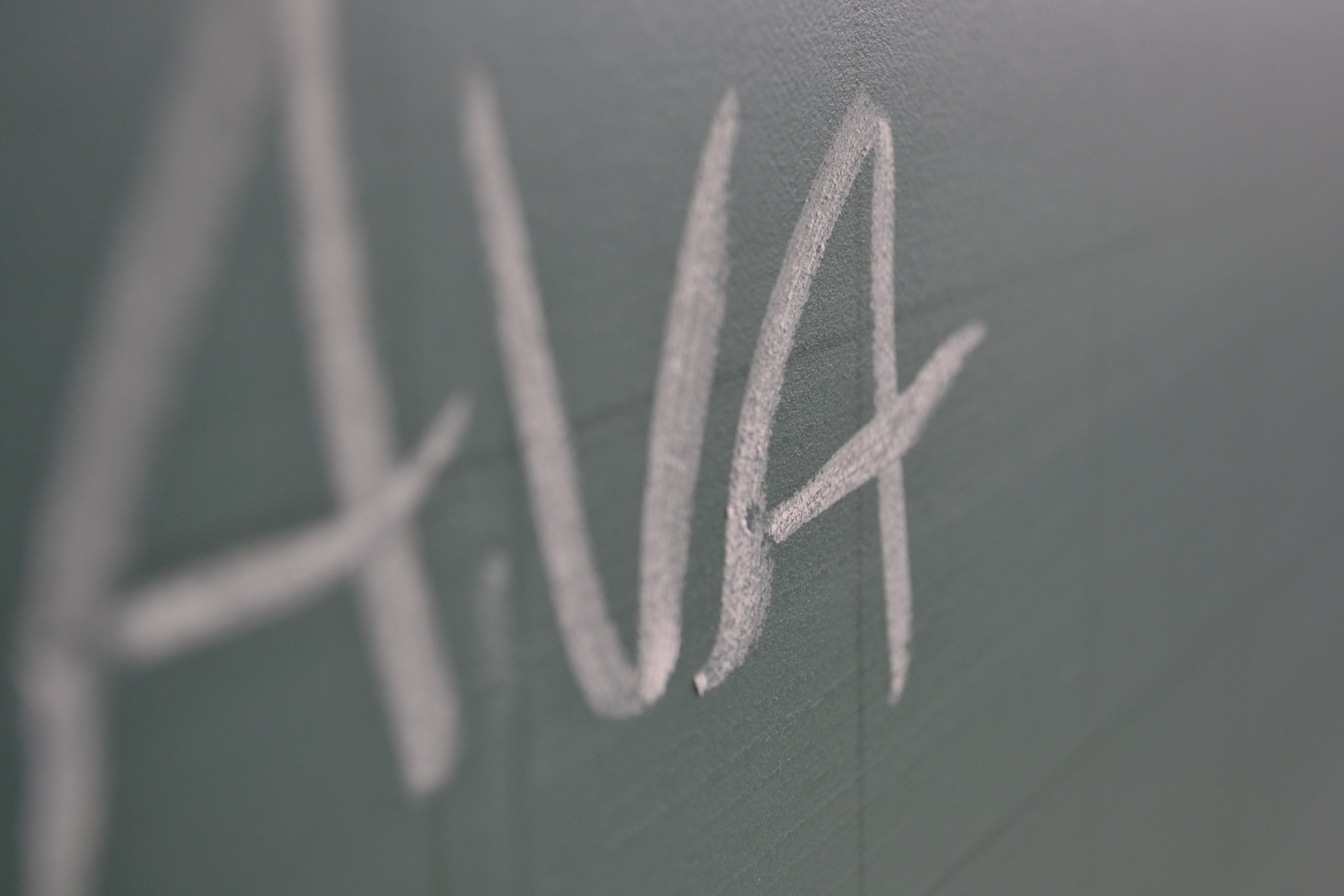
A taxa de alfabetização brasileira é de 93,2% para a população com mais de quinze anos, mas isso significa 11 milhões de analfabetos.

O sistema de ensino brasileiro ficou em 57ª no PISA em 2018, um resultado que melhorou desde a primeira edição, mas ainda decepciona. Em 26 de outubro de 2006, a Unesco publicou o relatório anual "Educação para Todos", que colocou o país na 72º posição, em um ranking de 125 países.
A educação privada brasileira, compostas de colégios, faculdades e universidades, possui uma relevante participação no segmento, pois emprega cerca de 1,7 milhão de profissionais e atende a quase 15 milhões de alunos, o que corresponde a 17% das matrículas da educação básica e 74% do ensino superior.
Estudos da Fundação Getúlio Vargas afirmam que 35% das desigualdades sociais brasileiras podem ser explicadas pela desigualdade no ensino.
Em 2018, a taxa de literacia no país era de 93,2% entre a população com mais de quinze anos. E era 96% entre os menores de quinze anos em 2008. Já o analfabetismo funcional, em 2019 atingiu 29,0% da população. Segundo a PNAD, o percentual de pessoas na escola, em 2007, foi de 97% na faixa etária de seis a quatorze anos e de 82,1% entre pessoas de quinze a dezessete anos. O tempo médio total de estudo entre os que têm mais de dez anos foi, em média, de 6,9 anos (nos EUA são doze anos, onze na Coreia do Sul e na Argentina oito anos de educação). O ensino médio completo no país atinge apenas 22% da população (55% na Argentina e 82% na Coreia do Sul). O Índice de educação (2009) do Brasil é de 0,891 (67º de 179).[carece de fontes?]
Estudos sobre a qualidade do ensino secundário avaliam os alunos com quinze anos de diversos países. Num estudo da OCDE de 2007, o Brasil ficou em 52º entre 57 países. O mesmo estudo mostrou o país na 53ª posição em matemática (entre 57 países) e na 48ª em leitura (entre 56). Em 2010, o Programa Internacional de Avaliação de Alunos (Pisa) realizado em 2009 mostrou o Brasil na 53º posição dentre 65 países. A avaliação feita com questões de literatura, matemática e ciências mostrou que quase metade dos estudantes brasileiros não atinge nível básico de leitura. Mesmo regiões economicamente ricas apresentam problemas, como o estado de São Paulo, que não conseguiu ultrapassar até mesmo a média nacional em nenhuma das três áreas avaliadas - ciências, leitura e matemática.
Um estudo da ONG Todos pela Educação em 2013, mostrou que após a conclusão do ensino médio, apenas 10% dos jovens brasileiros aprenderam matemática, e apenas 29% aprenderam português.
A qualidade da educação básica (ensino fundamental e médio) no Brasil é avaliada a cada dois anos pelo Índice de Desenvolvimento da Educação Básica (IDEB), elaborado pelo INEP, subordinado ao Ministério da Educação.[carece de fontes?]
Em relação ao ensino superior, as três melhores universidades do Brasil de acordo com rankings globais de 2011 são, em ordem: Universidade de São Paulo, Universidade Estadual de Campinas e Universidade Federal do Rio de Janeiro.
Os métodos de ensino adotados pelo Brasil, são duramente criticados por educadores como Pierluigi Piazzi.

### IDEB
O Brasil é um país grande de rendimento médio-alto, e por causa disso e de outros fatores a educação dependendo da região é bem diferente em qualidade. O IDEB é um índice usado para saber a qualidade do ensino do Brasil.
O analfabetismo é mais elevado no Nordeste, assim como os resultados do IDEB são piores o que nas outras regiões, com a exceção do Ceará já que o mesmo é destaque no país, em 2019 havia chegado à 4º posição no IDEB e foi o melhor do Norte-Nordeste, tendo melhorado muito nos anos anteriores.
| Sergipe | Amapá | Rio Grande do Norte | Pará |
| ------- | ----- | ------------------- | ---- |
| 4,6     | 4,7   | 4,7                 | 4,7  |

| São Paulo | Paraná | Santa Catarina | Ceará |
| --------- | ------ | -------------- | ----- |
| 6,5       | 6,4    | 6,3            | 6,3   |

## Estudantes brasileiros no exterior
Os principais destino dos estudantes brasileiros são os Estados Unidos, o Canadá e a Europa. No ensino médio, é comum o intercâmbio estudantil com períodos de um semestre ou um ano em escolas públicas do exterior, é comum existirem pacotes geralmente com preço abaixo de 10.000 dólares.[carece de fontes?]
Em ações governamentais, em 2011 o programa Ciência sem Fronteiras do governo federal foi criado com o objetivo de dar 75 mil bolsas de estudos para estudantes do nível superior e pós-graduação em diversos países do mundo. Nele, são oferecidas bolsas de intercâmbio em instituições estrangeiras nas áreas de engenharia, tecnologia, biologia, e meio ambiente. No mesmo ano, o Estado de Pernambuco criou o programa Ganhe o Mundo, oferecendo bolsas de um semestre no exterior para o ensino médio.